# Berg (Fraunberg)
Berg ist ein Ort in der Gemeinde Fraunberg in Oberbayern.
Berg liegt am Nordrand des Gemeindeteils Maria Thalheim und ist mit ihm baulich verbunden.
Der damalige Weiler Berg war ein Gemeindeteil der Gemeinde Thalheim, die bis zum 30. Juni 1974 bestand, als der freiwillige Zusammenschluss der Gemeinden Fraunberg, Reichenkirchen und Thalheim zur Gemeinde Fraunberg erfolgte. 1961 hatte Berg 16 Einwohner und fünf Wohngebäude, gehörte zur katholischen Pfarrei Riding und Schule in Großthalheim. Bei der Volkszählung 1950 gab es 17 Einwohner und zwei Wohngebäude.